# Сморж, Леонид Афанасьевич
Леонид Афанасьевич Сморж (7 ноября 1927 — 21 июля 2009) — профессор философии (1988), представитель искусствоведческой керамологии.
Участник Великой Отечественной войны (1943—1945), служил в Черноморском и Балтийском флотах (1945—1950).
Собрал крупнейшую на Украине частную коллекцию опошненской керамики, был одним из инициаторов создания Национального музея-заповедника украинского гончарства в Опошне.

## Биография
Леонид Сморж родился 11 ноября 1927 года в селе Ордановка, Полтавская область, в многодетной семье, имел шестерых братьев и двух сестёр. В начале 1930-х годов семья переехала в Опошню, в 1934 году — в соседнее село Миськи Млыны.
В 15 лет ушёл на фронт Великой Отечественной войны. С 1943 года воевал в составе 71-й стрелковой дивизии, сначала в пехоте, позже в снайперском взводе под командованием Якова Сметнёва. Награждён боевыми медалями и орденом Славы III степени. Впоследствии учился в школе морской авиации, по окончании которой получил специальность стрелка-радиста, служил в Черноморском и Балтийском флотах.
После семи лет срочной службы, в 1950 году, демобилизовался и вернулся в Миськи Млыны. Искал работу в Полтаве, там, в мастерской своего земляка Владимира Дичко, который работал художником областного строительного треста, научился рисовать. Возобновил занятия тяжелой атлетикой, победил в первенстве Украины по гиревому спорту в лёгком весе.
После побед в спортивных соревнованиях получил предложение учиться в школе тренеров Киевского института физкультуры, которую окончил с отличием в начале 1953 года. В том же году поступил на философский факультет Киевского государственного университета имени Тараса Шевченко.
В 1958 году окончил обучение на философском факультете, поступил в аспирантуру (кафедра эстетики, этики и логики), на которой учился до 1964 года. Одновременно с этим с 1958 по 1962 год работал на кафедре психологии Киевского государственного университета имени Тараса Шевченко.
В 1965 году защитил кандидатскую диссертацию «Эстетический идеал в киноискусстве».
В 1964—2003 годах — преподаватель, старший преподаватель, доцент, профессор Киевского государственного педагогического института имени Алексея Горького (ныне — Национальный педагогический университет имени М. П. Драгоманова).
В 1997—2008 годах — профессор Международного института лингвистики и права (с 2002 года — Киевский международный университет).
С 2004 года — в Институте керамологии — отделение Института народоведения НАН Украины: заведующий (2004—2006), ведущий научный сотрудник (2007—2009) отдела керамологии новейшего времени.
1 июля 2010 года в селе Миськи Млыны был открыт Мемориальный музей-усадьба философа и коллекционера опошненской керамики Леонида Сморжа.

## Керамологическая деятельность
Работая преподавателем на кафедре философии Киевского государственного педагогического института имени Алексея Горького, Леонид Сморж коллекционировал и изучал опошненской керамику. Именно в это время в периодике вышли его статьи «Закрепление традиций и утверждения нового» (1967), «Завтрашний день опошнянской керамики» (1968), «Чтобы возродилась слава Опошни» (1969), «Словно майский луг» (1971), где учёный выступал за развитие народных художественных промыслов, призвал власти поддержать гончаров, создать при опошненской заводе «Художественный керамик» творческую лабораторию для известных мастеров, гончарное училище для молодёжи.
С момента основания в 1986 году Национального музея-заповедника украинского гончарства и до конца жизни Леонид Сморж активно сотрудничал с музеем и поддерживал это заведение. Был членом редколлегий «Украинского керамологического журнала» (2001—2005) и Национального научного ежегодника «Украинская керамология» (2001—2002); членом Наблюдательного совета Национального музея-заповедника украинского гончарства (с 2001 года); членом Учёного совета Института керамологии — отделение Института народоведения НАН Украины (с 2002) заведующим Научно-исследовательского отдела керамологии новейшего времени Института керамологии (с 2004); членом Национального экспертного керамологического совета ежегодных Национальных конкурсов публикаций на темы керамологии, гончарства, керамики в Украине «КеГоКе» (с 2007 года). За несколько месяцев до смерти учёный передал в фонды Национального музея-заповедника украинского гончарства собственную коллекцию опошненской керамики.
Начиная с 1999 года, в периодических изданиях и сборниках он опубликовал немало керамологичних работ, посвящённых творчеству украинской гончарки, заслуженного мастера народного творчества Украины Александры Селюченко. В 2004 году учёный издал монографию о Селюченко «Гончаровна (одержима керамикой)», которая заняла второе место в номинации «Лучшая публикация на темы керамологии, гончарства, керамики» и Национального конкурса публикаций на темы керамологии, гончарства, керамики на Украине.

## Коллекционирование
В течение 1960-х — 2000-х годов Леонид Сморж сформировал крупнейшую в Украине частную коллекцию опошненской керамики. «Это, пожалуй, было единственным, что составляло моё богатство, ибо о других его проявлениях я никогда не мечтал и даже не думал», — Леонид Сморж.
Коллекция керамики насчитывает около 700 уникальных глиняных произведений более 40 гончаров Опошни.
Сначала Леонид Сморж собирал только керамику, но позже заинтересовался и другими произведениями народного искусства: украинской вышивкой (рубашками и полотенцами), иконами и пасхальными яйцами.
Своё собрание незадолго до смерти Леонид Сморж подарил Национальному музею-заповеднику украинского гончарства в Опошне. Оно стало основой для создания в 2010 году в селе Миськи Млыны Мемориального музея-усадьбы философа и коллекционера опошненской керамики Леонида Сморжа.

## Труды
Монографии
- Сморж Л. О. Естетичний ідеал радянської літератури і мистецтва. — К.: Знання, 1965. — 30 с.
- Сморж Л. О. Про естетичний ідеал в кіномистецтві. — Киев: Мистецтво, 1966. — 112 с.
- Сморж Л. О. Місце і роль мистецтва в житті суспільства. — К.: Знання, 1967. — 24 с.
- Сморж Л. О. Естетична цінність мистецтва. — К.: Товариство «Знання» Української РСР, 1972. — 48 с.
- Сморж Л. О. Світ десяти муз : Мистецтво і дійсність. — Киев: Мистецтво, 1973. — 213 с.
- Сморж Л. О. Искусство в свете ленинской теории отражения. — К.: Вища школа, 1980. — 328 с.
- Сморж Л. О. Сознание, его происхождение и сущность: (Методическая разработка и материалы для самостоятельной работы студентов-заочников). — К.: Киевский государственный педагогический институт имени А. М. Горького, 1982. — 44 с.
- Сморж Л. А. Орфей в эпоху звездолетов (Искусство в духовной жизни современного человека). — Киев: Политиздат Украины, 1989. — 118 с.
- Сморж Л. О. Особа і суспільство (філософсько-психологічний аспект). — Киев: МІЛП, 2001. — 384 с.
- Сморж Л. Гончарівна (одержима керамікою). — Опошня: Українське Народознавство, 2004. — 304 с.;

Учебные пособия
- Сморж Л. О. Філософія : навч. посібник для студ. вищих навч. закл.. — Киев: Кондор, 2004. — 416 с. — ISBN 966-7982-21-1.
- Сморж Л. О. Естетика : навчальний посібник. — Киев: Кондор, 2005. — 333 с. — ISBN 966-8251-81-4.